# Witold Antoniewski
Witold Antoniewski (ur. 26 kwietnia 1919 w Żytomierzu, zm. 2 grudnia 2007) – polski adwokat, działacz samorządu adwokackiego, major w stanie spoczynku, znawca prawa o ubezpieczeniach społecznych w Polsce. W latach 1986–1992 przewodniczący Komisji do spraw Ofiar Represji Stalinowskich przy Najwyższej Radzie Adwokackiej (NRA).

## Życiorys
Syn Romana i Janiny z domu Piotrowska. Uczestnik kampanii wrześniowej, walczył w obronie Warszawy. W czasie okupacji członek Narodowych Sił Zbrojnych Okręgu I A Warszawa-Miasto. W czasie powstania warszawskiego walczył w 3 kompanii I batalionu „Lecha Żelaznego” Zgrupowania „Chrobry II” I Obwodu „Radwan” Armii Krajowej. Następnie więzień obozów jenieckich. Przebywał w Stalagu 344 Lamsdorf następnie wywieziony do Keiserteinberg.
W latach 1963–1989 członek Zespołu Adwokackiego nr 10 w Warszawie. W latach 1970–1973 Zastępca Rzecznika Dyscyplinarnego przy Okręgowej Radzie Adwokackiej (ORA), w latach 1973–1979 Prezes Wojewódzkiej Komisji Dyscyplinarnej Izby Adwokackiej, w latach 1979–1983 prezes Sądu Dyscyplinarnego przy ORA, w latach 1983–1986 Rzecznik Dyscyplinarny przy ORA, w latach 1986–1989 Rzecznik Dyscyplinarny przy NRA, a w latach 2005–2007 członek Komisji Socjalno-Bytowej przy NRA. Był wykładowcą Komisji Szkolenia Aplikantów Adwokackich. Wieloletni przewodniczący Sądu Koleżeńskiego Związku Inwalidów Wojennych RP.
Został pochowany na Cmentarzu Powązkowskim w Warszawie.

## Odznaczenia
- Krzyż Oficerski Orderu Odrodzenia Polski
- Krzyż Kawalerski Orderu Odrodzenia Polski
- Krzyż Walecznych
- Krzyż Partyzancki
- Medal Zwycięstwa i Wolności 1945
- Krzyż Armii Krajowej
- Krzyż Oświęcimski
- Warszawski Krzyż Powstańczy
- Brązowy Medal „Za Zasługi dla Obronności Kraju”
- Odznaka Samorządowa – Adwokatura Zasłużonym